# Păstorit

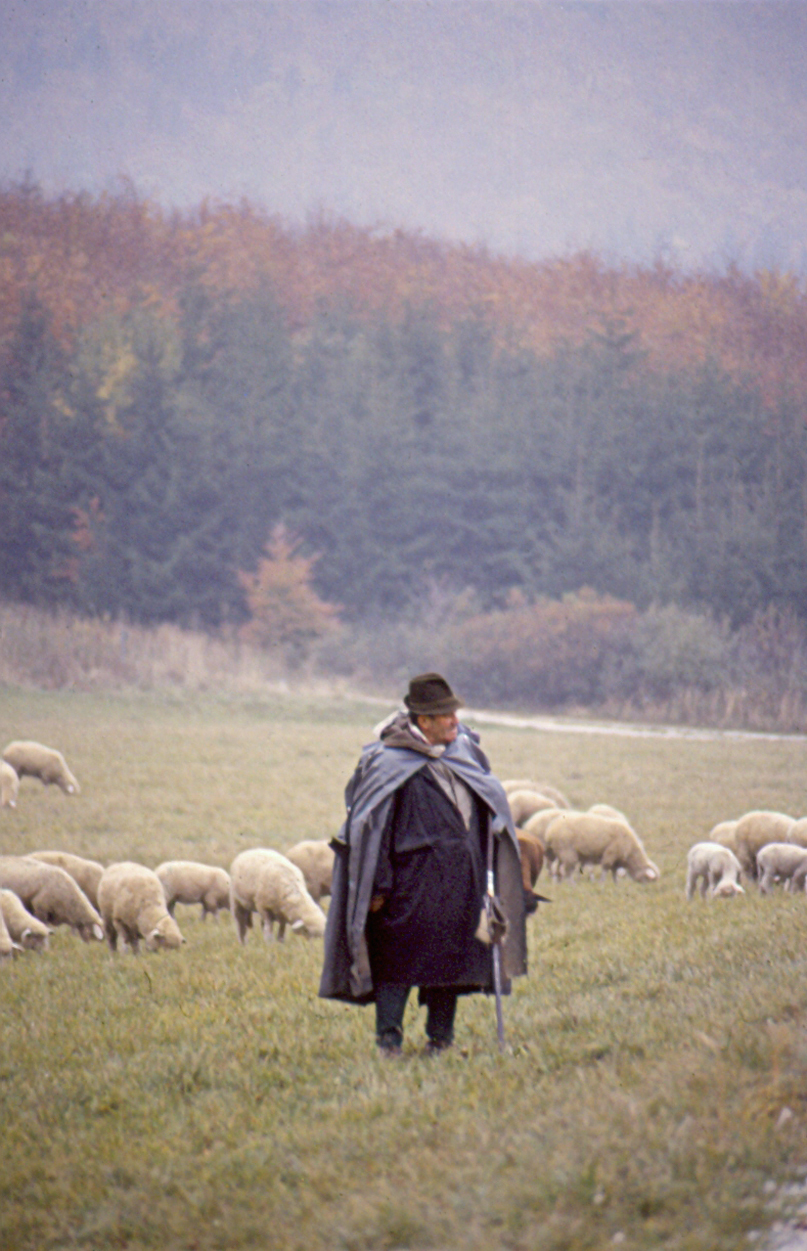
Cioban în Schwäbische Alb

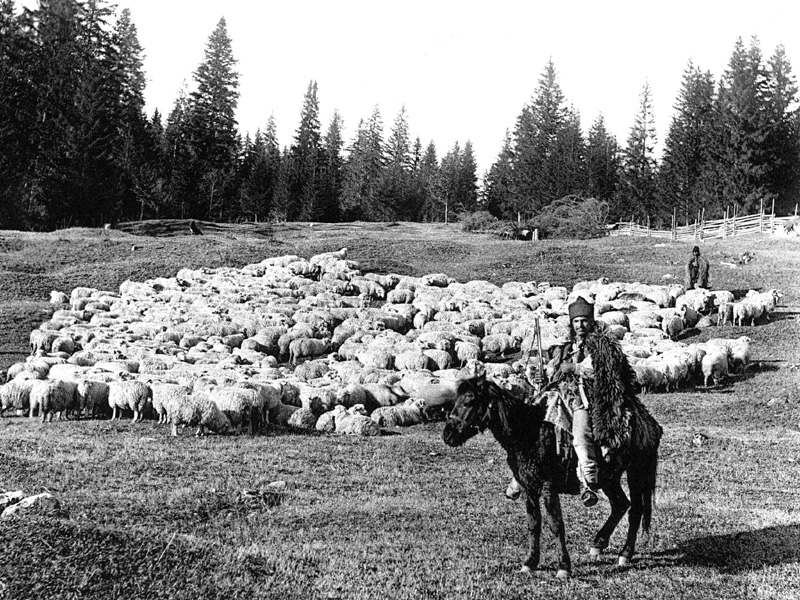
Turmă de oi în munții Rarău la începutul secolului al XX-lea.

Păstoritul este o ocupație care constă în creșterea oilor. Din punct de vedere biologic și ecologic, păstoritul tradițional, înmulțirea ovinelor și obținerea prin ele de produse lactate, de carne și lână este un mod de exploatare ne-invaziv, ne-destructiv și ne-toxic al mediului natural. Această îndeletnicire este efectuată de păstori sau ciobani. Păstorii tradiționali trăiesc o viață nomadă păzind, cu ajutorul câinilor ciobănești, turma de oi care, în timpul verii, urcă în căutare de hrană până în regiunile de munte (vezi Transhumanță).
În trecutul îndepărtat au existat popoare nomade care s-au ocupat aproape exclusiv cu păstoritul. A fost o ocupație predominantă și a Proto-Românilor în primul lor mileniu de existență, ceea ce explică raritatea surselor scrise și lipsa unor cetăți sau regate strict românești în acea perioadă, denumită de Nicolae Iorga „perioada pastorală”.
În țările industrializate moderne, au apărut în ultima parte a sec. XX și mai ales în sec. XXI forme de păstorit mecanizate, unde turmele sunt cipsate, urmărite prin GPS și supravegheate de la distanță prin drone, elicoptere sau chiar sateliți, în timp ce păstorii își gestionează turmele prin ordinator, mergând pe teren numai în caz de probleme. 